# 伯奧克鎮區 (愛荷華州米切爾縣)
伯奧克鎮區（英語：Burr Oak Township）是位於美國愛荷華州米切爾縣的一個行政鎮區。

## 地方資料
根據2010年美國人口普查的數據，伯奧克鎮區的面積為82.08平方千米，當中陸地面積為82.08平方千米，而水域面積為0.00平方千米。當地共有人口247人，而人口密度為每平方千米3.01人。